# Garcinia tonkinensis
Garcinia tonkinensis är en tvåhjärtbladig växtart som beskrevs av Vesque. Garcinia tonkinensis ingår i släktet Garcinia och familjen Clusiaceae. Inga underarter finns listade i Catalogue of Life.